# Nyon
Nyon je grad u distriktu Nyon u kantonu Vaud, Švicarska. Nalazi se oko 25 kilometara sjeverno od Ženeve. Leži na obali Ženevskog jezera, i sjedište je distrikta Nyon. U 2006. godini, grad je imao 17,267 stanovnika. S ostatkom Švicarske povezan je cestom A1, poznatijom kao Route Suisse, te željezničkom prugom Arc Lémanique. 
Nyon je poznat kao sjedište UEFA-e, krovne europske nogometne organizacije. Ždrijebovi utakmica Lige prvaka i Europske lige se održavaju u Nyonu. Tri najveća ždrijeba se održavaju u Nyonu; u kolovozu za natjecanje po skupinama, u prosincu za osminu finala, te u ožujku za četvrtfinale. Za polufinale i finale se ne održavaju ždrijebovi.

## Vanjske poveznice
- Službena stranica (engl.) (fr.) (njem.)
- Web stranica Rimskog Muzeja u Nyonu (engl.) (fr.) (njem.)
- Paléo Festival (engl.) (fr.) (njem.)
- Ragbi Klub Nyon (engl.) (fr.) (njem.) (tal.) (šp.)
- Frizbi klub "Les Mange-Disques de Nyon"
- La Redoute, poznati Nyonski kvart  Arhivirana inačica izvorne stranice od 14. lipnja 2007. (Wayback Machine)
- Villa Sanluca, hotel i trgovina u Nyonu  Arhivirana inačica izvorne stranice od 20. lipnja 2012. (Wayback Machine)
- Turizam Nyona  Arhivirana inačica izvorne stranice od 20. lipnja 2013. (Wayback Machine)